# Aisey-et-Richecourt
Aisey-et-Richecourt is een gemeente in het Franse departement Haute-Saône (regio Bourgogne-Franche-Comté) en telt 104 inwoners (2011). De plaats maakt deel uit van het arrondissement Vesoul.

## Geografie
De oppervlakte van Aisey-et-Richecourt bedraagt 7,8 km², de bevolkingsdichtheid is dus 13,3 inwoners per km².
De onderstaande kaart toont de ligging van Aisey-et-Richecourt met de belangrijkste infrastructuur en aangrenzende gemeenten.

## Demografie
Onderstaande figuur toont het verloop van het inwonertal (bron: INSEE-tellingen).